# Aunou-sur-Orne
Aunou-sur-Orne è un comune francese di 268 abitanti situato nel dipartimento dell'Orne nella regione della Normandia.
Il territorio comunale è bagnato dal fiume Orne, che vi ha le sue sorgenti.

## Società

### Evoluzione demografica
Abitanti censiti